# James Gordon Jr.
James Juico Gordon Jr., detto Bong (Olongapo, 1º ottobre 1947 – Quezon City, 9 febbraio 2021), è stato un politico filippino.
Figlio di James e Amelia Juico-Gordon, nonché fratello di Richard, ha legato la propria attività politica alla città di Olongapo, divenendo rappresentante per il 1º distretto di Zambales tra il 1995 e il 2004 e quindi Sindaco della città tra il 2004 e il 2013.

## Biografia
Nacque a Olongapo il 1º ottobre 1947, figlio di James L. Gordon e Amelia Juico. Al momento della sua nascita Olongapo, seppur territorio, filippino, era sotto giurisdizione statunitense: la città ottenne l'indipendenza solamente il 7 dicembre 1959 e suo padre ne fu Sindaco dal 1963 sino all'assassinio nel 1967.
Dopo la violenta eruzione vulcanica del Pinatubo nel giugno 1991, avvenuta durante il mandato come Sindaco del fratello maggiore Richard, contribuì come volontario alle operazioni di salvataggio e recupero. Sulle orme di James Sr. e Richard, quindi, compì il proprio ingresso in politica e nel 1995 si candidò con successo alla Camera dei rappresentanti delle Filippine per il 1º distretto della provincia di Zambales, andando a prendere il posto della cognata Katherine Howell-Gordon. Al completamento dei suoi tre mandati nel 2004, quello stesso anno fu eletto Sindaco di Olongapo, ricoprendo tale carica sino al 2013. Similarmente a ciò che fece il padre negli anni sessanta del XX secolo, durante i suoi tre mandati contribuì alla rinascita di Olongapo promuovendo numerosi progetti di riqualificazione urbana.
Morì il 9 febbraio 2021 presso il St. Luke’s Medical Center di Quezon City dopo un attacco cardiaco, all'età di 73 anni. La sua salma fu esposta brevemente presso l'Heritage Park Chapel 3 di Manila, prima della sepoltura al Gordon Park di Kalaklan (quartiere di Olongapo) il 14 febbraio seguente.
Fu sposato con Anne Marie, con la quale ebbe una figlia, Amelie Jane.